# Varjú Elemér
Csekei Varjú Elemér László (Felsőludány, 1873. október 14. – Budapest, 1945. január 28.) magyar művelődéstörténész, muzeológus, könyvtáros, művészettörténész, földbirtokos, MTA-tag (levelező, 1915).

## Élete és munkássága
Varjú Mihály és Csintalan Ilona fiaként született. A budapesti református főgimnáziumban végezte középiskolai tanulmányait. 1897-ben kapta meg bölcsészdoktori oklevelét a budapesti egyetemen. 1898-tól 1908-ig a Magyar Nemzeti Múzeum könyvtárában dolgozott. 1908-tól 1913-ig a kassai Felső-magyarországi Múzeumot vezette. 1913–1934 között a Magyar Nemzeti Múzeum érem- és régiségtárának igazgatója volt, utána nyugdíjba vonult.
A középkori magyar művelődés- és művészettörténet egyes kérdéseit tanulmányozta. 1898-ban ő fedezte föl a harmadik legrégebbi magyar nyelvemléket, a Gyulafehérvári glosszákat a 14. század elejéről.
1899. november 4-én Budapesten házasságot kötött Gedeon Stefánia Paula Zsófiával, Gedeon András és Preisinger Zsófia lányával.
1901-től 1908-ig a Turul című folyóirat, 1915-22 között az Archaeologiai Értesítő, valamint a Magyar Nemzeti Múzeum Érem- és Régiségtárának Közleményei szerkesztője volt. 1927-től haláláig a Magyar Heraldikai és Genealógiai Társaság másodelnöke volt. 1915-től a Magyar Tudományos Akadémia levelező tagja lett. Akadémiai székfoglalóját A középkori magyar művészet problémája címmel 1916. április 3-án tartotta.
Szerkesztette az ötkötetes Magyar művelődéstörténetet (I–V. Budapest, 1939–1942, reprint kiadása Szekszárd, 1991., 1993.),  (annak képszerkesztője volt), a Révai kis lexikonát (I–II. Budapest, 1936), és Révay Mór János halála (1926) után a Révai nagy lexikonának befejező köteteit is (XX., XXI. kötet, Budapest, 1927–1935).

## Fontosabb művei
- A gyulafejérvári Batthyány-könyvtár. Öt melléklettel és a szöveg közt 32 hasonmással. Különlenyomat a „Magyar Könyvszemle” 1899. folyamából. Budapest, 1899[10]
- A Szalók-nemzetség. Különlenyomat a „Turul”-ból. Budapest, 1902
- A Hunyadiak síremlékei a gyulafehérvári székesegyházban. Magyarország műemlékei, I. Budapest, 1905
- Az Árpádok ábrázolása. Budapest, 1908
- A Tomai nemzetségbeli losonczi Bánffy-család története. Báró Bánffy Dezső megbízásából írta Varjú Elemér. Oklevéltár I. kötet. 1214–1457. Budapest, 1908
- A kassai múzeum az 1908. évben. Kassa, 1909
- A Szent Korona. Budapest, 1922
- Legendae Sancti Regis Stephani – Szent István király legendái. Ford. Budapest, 1928
- Szent István koporsója. Budapest, 1930
- Ernst Lajos magyar történeti gyűjteménye. Höllrigl Józseffel. Budapest, 1932
- Magyar várak. Ungarische Burgen. Forteresses Hongrois. Hungarian Fortresses. Budapest, 1933
- Batthyaneum. Biblioteca Batthyaneum la sfârşitul secolului al XIX-lea. Cartea-catalog a lui Varjú Elemér, adnotată şi comentată; szerk. Doina Hendre Biro; BNR, Bucureşti, 2014